# Emil Aarestrup
Carl Ludvig Emil Aarestrup (født 4. december 1800 i København, død 21. juli 1856 i Odense) var en dansk læge, der i dag er bedre kendt som senromantisk digter og fornyer af den erotiske lyrik. Emil Aarestrup er bl.a. kendt for anvendelse af ritorneller i sine digte.
I 1824 friede han til kusinen Caroline Aagaard fra Præstø, hun sagde ja, sammen fik de 12 børn.
Hans digt "Paa Sneen" fra digtsamlingen Digte i 1838 blev inkluderet i lyrikantologien af 12 digte i Kulturkanonen fra 2006.

## Lægeeksamen
Aarestrups forældrene var fuldmægtig Jørgen Fog Aarestrup og Sophie Charlotte født Aagaard; den sidste omtales som en i flere retninger begavet natur. Begge døde, da Aarestrup kun var 7 år gammel, og han tillige med sin yngre broder kom nu i huset hos morfaderen, købmand Aagaard i Store Kongensgade, hvor han blev til sin konfirmation. Senere havde han nærmest tilhold hos en tante og en gammel dame, der havde været kammerjomfru ved hoffet, og da han kom til at bo i huset hos en kammager Catala, fandt han i dennes familie en behagelig omgangskreds, som han tit senere mindedes.
Om sin skoletid fortalte Aarestrup selv, at han kun læste lidt, men fik gode karakterer. I oktober 1819 blev han – af en adjunkt Spengler – privat dimitteret til Universitetet med hovedkarakteren Haud illaudabilis (ikke urosværdig). Den officielle liste over årets dimittender viser, at han for sin udarbejdelse i modersmålet fik Laud (rosværdig), men i øvrigt havde tre Non (formentlig Non contemnendus – (ikke at foragte)), i latinsk stil, aritmetik og geometri. Til embedsstudium valgte han lægevidenskaben. Om sommeren foretog han dels alene, dels i forening med en ven længere fodture i det sydlige Sjælland, hvor Præstø sædvanlig gæstedes, og her blev han på en sådan udflugt forlovet med sin kusine Caroline Frederikke Aagaard, datter af en urtekræmmer.

Når familien ville påskynde hans studier, som han just ikke hastede med, svarede han, at han ikke læste for at blive doktor, men for at få kundskaber. Sit fag omfattede han med varm interesse. Hvilken tilfredsstillelse røber sig ikke i linjer som disse af et brev til hans forlovede: 
| Citat | Tro mig, Anatomien er ikke hæslig, ikke vanhellig. Hvor stygt er ikke Kadaveret, saaledes som vi faa det, smudsigt, hentæret, uskjønt; men naar Huden er borte, naar de enkelte Dele betragtes hver for sig, de røde, friske Kjødtrævler med deres fine, gjennemsigtige Hinder, Senerne, blanke som Sølv; Brusket paa Ledemodene, snehvide, glatte; det uendelig fine Net af Aarer, Pulsaarer og Nerver; og den beundringsværdige Sammenhæng, Forstanden kan opdage deri – o, et dødt Legeme indeholder en Skat af den højeste Skjønhed; man maa tabe sig i Beundring derover, som om man stod for det fuldendteste Værk i Naturen. | Citat |
|       | |       |

 Med den digteriske produktion havde det lige så lidt hastværk som med embedsstudiet.
Aarestrup synes ikke at have kendt frembringelsens første uro og utålmodige trang, så lidt som hans ungdom har svajet under stærke brydninger. Sund som han var af natur, magelig og besindig af tilbøjelighed har han givet sig tid og suget honning, hvor livet bød ham det, i digtning og videnskab, i muntert selskab og i et dansk landskabs pragt og stilhed. Poesien var tidens stormagt, de rige kilder, Oehlenschläger havde kaldt frem, begyndte at vælde, og den vår af ungdom og lyse farver, hvori de klædte alt, stemmede ypperlig med Aarestrups hang til idyllen og til skønhedsfuld nyden. Han var stærkt optaget af Oehlenschlägers værker og kom oftere i digterens hjem. Senere trådte han i nært og fortroligt forhold til Christian Winther. I brevene fra studentertiden viser han sig som en livsglad, tillidsfuld, forelsket yngling; hyppig forekomme udbrud af barnlig religiøsitet og umiddelbar skønhedsglæde.
På Charlottenborg udstillingen stemmes han ved synet af en række thorvaldsenske arbejder til dyb andagt og glæder sig over den uendelige skønhed, der kan udtrykkes i legemlige former. Nu og da i en fristund blev et digt til, nogle af de første offentliggjordes i Aftenblad 1823, for eksempel 27. juni: Ved Hofmanns Død og Den lille ulykkelige, 8. august: Siskensang og 10. oktober: Torsten og Trine. De følgende år bragte Nyt Aftenblad, Nyaarsgaver fra danske Digtere og senere Kjøbenhavnsposten af og til et digt fra hans hånd, men der findes intet tegn til, at andre end Chr. Winther have lagt mærke til disse spredte glimt.
Efter i året 1827 at have taget embedseksamen med bedste karakter giftede han sig d. 21. oktober samme år med Karoline Aagaard og nedsatte sig straks som praktiserende læge i Nysted, som han efter 11 års forløb ombyttede med Sakskøbing, hvor han ligeledes boede i 11 år, indtil han i januar 1849 blev udnævnt til fysikus i Fyns Stift, en stilling, som han tidligere havde søgt. I det følgende år blev han tillige læge ved afdelingen for afsindige i Gråbrødrehospitalet i Odense og levede nu i denne by til sin død, der indtraf 20. juli 1856.

## Anerkendelse fra Georg Brandes
Utvivlsomt har Aarestrup, hvad åndelig kapital angår, været vel udrustet, da han forlod hovedstaden, og ligeså utvivlsomt har livet i de små provinsbyer tæret derpå. Dog bevarede han sit sinds sunde, glade ligevægt og sit friske lune. Georg Brandes aftrykker i sin afhandling om Aarestrup brudstykker af en række breve, som digteren har skrevet til en ven, urtekræmmer Christian Petersen i København. Afvekslende med barokke og nydelige beskrivelser af provinslivets forhold og fremtoninger føres her nu og da klage over kedsomhed og tomhed; men mismodige er disse breve ingenlunde. Det må vel erindres, at de er skrevet til en jovial forretningsmand, en lystig selskabskammerat, hvis dannelsestrin var vidt forskelligt fra den belæste digters og æstetikers. I et brev fra fru Aarestrup hedder det, at end ikke i ungdommen sluttede Aarestrup sig med særlig fortrolighed til nogen, at han altid følte glæde ved ensomheden, naturen og alvorlig tænkning, "aldrig var han i Ordets dybere Betydning mismodig".
Erstatning for det københavnske selskabsliv fandt Aarestrup i de lollandske og fynske herregårdes aristokratiske kredse. Den afholdte læge med udstrakt praksis i by og på land blev måske fortrinsvis herregårdslæge, og den muntre, vittige, galante mand blev snart lige så velset ved luksuriøse middage som ved sygesengen. Han befandt sig vel i de farverige omgivelser og navnlig i damernes kreds, hvis skønhed og pragtfulde toiletter, hvis smil og håndtryk idelig udgør motiver for hans digtning. Og de mange ture ud i landet på alle årets og døgnets tider bidrog sikkert til at bevare friskheden og naturglæden hos ham. På disse køreture fra landsby til herregård undfangedes nu og da et digt, som så senere fæstnedes til papiret, men der var ingen trang eller ærgerrighed til at sende det ud i verden.
En udenlandsrejse, han foretog som læge for en dødssyg komtesse, gjaldt Tyskland og Bøhmen, ellers indskrænkede alle udflugter sig til en for det meste årlig tilbagevendende tur til hovedstaden. På en af disse gjorde han Søren Kierkegaards bekendtskab, og på en rejse til Møen i 1839 traf han Thorvaldsen, hvis værker tidlig havde gjort et dybt Indtryk på ham. Sit gode litteraturkendskab vedligeholdt han flittig ved hjælp af bøger sendt fra hovedstaden. Hans mange, i reglen meget frie, oversættelser vise, hvilke udenlandske digtere han fortrinsvis syslede med: Thomas Moore, Heinrich Heine, Goethe, Victor Hugo, Robert Burns, Lord Byron, Hafez, Friedrich Rückert og John Cunningham.

## Første digtsamling solgt i 40 eksemplarer
På Chr. Winthers opfordring udgav Aarestrup i december 1838 en samling Digte – "et stort Ansvar for Gud og Mennesker, men især for Reitzel", siger han, og den ringe tillid til læseverdenen, han synes at have næret, bekræftede sig desværre. Det var i den spekulative digtnings og filosofis glansperiode, og denne lod ikke sine stråler skinne på en umiddelbar, sanselig frisk natur som Aarestrups. Endnu tre måneder efter bogens fremkomst var der kun solgt 40 eksemplarer. Johan Ludvig Heiberg gouterede ikke Aarestrups digtning; han skrev et spøgefuldt digt, hvori han parodierede hans stil. Og karakteristisk er det, at Heiberg hverken havde plads for Aarestrup i sin antologi fra 1842 eller nævnte ham med et ord i sin afhandling om "lyrisk Poesi" året efter. P.L. Møller viste sig atter her som den mest skarpsynede af datidens kritikere, men hans træffende karakteristik af de aarestrupske digte vakte ingen videre opmærksomhed. Digteren gentog ikke forsøget.
Den litterære skæbne rokkede dog ikke hans gode humør eller forstyrrede hans daglige levevis som læge og selskabsmand. Hist og her i breve findes vel bitre udfald mod tidens tendens; men en vis nøgternhed, som provins- og herregårdslivet meddeler, hans virksomhed og hans pligter som forsørger for en talrig familie tillod ham ikke at ruge over litterære skuffelser. Ved et prøvevalg i december 1840 blev Aarestrup valgt til deputeret sammen med Orla Lehmann, og kun frygten for, at det skulde skade hans stilling som læge, hindrede ham fra at modtage valget. Hans stilling til tidens frihedsbevægelse var på en gang præget af den uafhængige følende digter, af provinsmatadoren og af selskabsmanden i de fornemme herregårdssaloner og derfor vaklende. Snart taler han begejstret om revolution og republik, snart er der fornem kulde og spot i hans ord om bevægelsen og dens danske talsmænd, og snart udtrykker han dyb mistillid til folkets evner. Han har et større blik for udlandets end for hjemmets begivenheder; men man tør ikke som Georg Brandes heraf drage den slutning, at han nærede kosmopolitiske tilbøjeligheder. Så snart forholdet mellem Danmark og hertugdømmerne antog en krigerisk karakter, ånde hans udtalelser den varmeste begejstring for fædrelandets sag. (Se for eksempel En Drøm og Virkelighed, to politiske digte, der findes trykte hos Otto Borchsenius i Fra Fyrrerne I.)
Hans produktion havde aldrig været rig, i hans sidste leveår randt den mere og mere sparsom, og af de bladnotitser, der 1856 meldte hans død, skulde man ikke ane, at det var en af vore mest ægte og ejendommelige digtere, der var gået bort. I begyndelsen af tresserne offentliggjorde Chr. Winther i sine antologier en række af Aarestrups efterladte digte, og nu vandt de så megen opmærksomhed, at samfundet til den danske litteraturs fremme kunne, skønt ikke uden modstand, overdrage udgivelsen af et bind Efterladte Digte til F.L. Liebenberg og Chr. Winther (1863). Hermed var glemselens slør draget bort fra Aarestrups træk og hans ry slået fast. I 1877 kunne F.L. Liebenberg hos Aarestrups oprindelige forlægger udgive de Samlede Digte, hvor indholdet fra de to tidligere samlinger er yderligere forøget med en række dels originale dels oversatte digte. Den omhyggelige udgiver har med denne udgave for øje ikke blot gennemgået Aarestrups manuskripter, men også for oversættelsernes vedkommende i de fleste tilfælde jævnført dem med originalen. En efterskrift gør nærmere rede for de foretagne forandringer og rettelser. Alt, hvad Aarestrup har skrevet, indeholde de Samlede Digte dog ikke, og muligvis er der ved udvalget gået lidt for strengt til værks. Foruden de ovennævnte politiske digte fattes adskillige kåde ritorneller og bl.a. et overmåde skønt om end dristigt erotisk digt; nogle brudstykker, der er meddelte af Borchsenius i Nær og Fjærn, kunde måske også nok have hævdet deres plads.

## Erotisk digtning
Aarestrups digtning er udelukkende lyrik; men så afsluttet hans område er, så afgjort er også hans ejendommelighed. Hans farvers blændende pragt, hans toners klang og sødme tillader ikke, at han overses i vor litteratur. Af danske digtere er han nærmest beslægtet med de to, han personlig kom i berøring med: Adam Gottlob Oehlenschläger og Chr. Winther. Den verden, hans digtning fører ind til, er som en lund eller have, hvor en yppig natur udfolder sig i hed sol og kølig skygge, med rødmende bær og saftrige frugter, med vande, hvor forellen og den sølvhvide laks springe, medens nattergalen og siskenen synge i ellekrattet. Ingen trækfuglelængsler stunder mod de egne, der ligger udenfor. Digteren dvæler i rolig nydende mag blandt sin eksotiske blomstervrimmel for at lovsynge den kvindeskønhed, som næres af lundens frugter, som udvikles i dens varme og læ, og omkring hvilken alt det øvrige kun tjener til ramme.
Det kvindelige legeme er for Aarestrup en uudtømmelig kilde til sang; som ingen anden dansk digter har han beundret og fundet udtryk for dets skønhed i hvile og bevægelse, i dets nøgenhed og i let dølgende toiletters diskrete antydninger. Lokkernes mørke fylde, nakkens og skulderens bløde runding og armens fine linje røber for ham en skønhed, som han virtuosmæssig véd at variere.
Der er i denne erotik vel mere glød end inderlighed, dens toner indbyder til jordisk livsglæde, men den er fri for ethvert stænk af brynde, af usund, ulmende lidenskab. Dens drivfjeder er kæk attrå forenet med høj, ædel skønhedsglæde. Dertil kommer den friskhed, hvormed Aarestrup maler, den umiddelbarhed, hvormed han opfatter. Den kulturrige verden besynger han naivt, djærvt og dristig. Han reflekterer ikke længe over de modtagne indtryk, men lader dem fra sit frodige sind strømme ud i fast hamrede strofer. Endelig besidder han et fint skælmeri og et oprindeligt, ægte dansk lune, der giver hans tanker og indfald kraftig flugt. Enten han synger om elskovens salige hengivelse – som i den enestående romance Skjøn Ellens Elsker – eller om dens flygtighed og kval, er det vel frem for noget dette lunes spillende skær, der gør hans diktion så original og ægte.
Der spores ingen fremskridt eller tilbagegang i Aarestrups produktion; fra første færd finder han sit emne og sin form. Over formen besad han et ypperligt herredømme, og han elskede sprogets ømme, smidige og farvestærke ord.
Hans strofer med den fuldtonende stigen og fald, med de kækt klingende rim er som rigt prydede skåler, hvori digteren i ny og næ pressede sin ildglødende drue for den lille kreds, der altid vil samles om ham.

### Eksempler på Aarestrups erotiske digte (uddrag)
"Til en Veninde"
| Citat | Der er en Trolddom paa din Læbe, Der er en Afgrund i dit Blik, Der er i Lyden af din Stemme En Drøms ætheriske Musik. | Citat |
|       | |       |

"Anmodning"
| Citat | Du veed, du er en Fakkel, Og jeg, jeg arme Stakkel, Er en elegisk Myg, Der med sit Liv må bøde, Fordi den fløj for tryg Din søde Ild i møde! Gør Pinen kort, som krymper Den halvforbrændte Stymper; Tryk ham i Luen ind! Du ser, hvordan han stræber — Hav et barmhjertigt Sind! Tryk ham til dine Læber! | Citat |
|       | |       |

"Den Uforsigtige"
| Citat | Jeg vidste at parere, Når Amor Buen spændte; Jeg undgik, længe øvet, Hvert farligt Skud, han sendte. [...] Da så jeg dine Øjne, Og da jeg så dem rigtig, Da blev jeg så forundret, Så henrykt uforsigtig — | Citat |
|       | |       |

og ikke mindst Hjertets Smerte ... er uovertruffen i disse klassiske strofer:
"Angst"
| Citat | Hold fastere omkring mig Med dine runde Arme; Hold fast, imens dit Hjerte Endnu har Blod og Varme. Om lidt, så er vi skilt ad, Som Bærrene på Hækken; Om lidt, er vi forsvundne, Som Boblerne i Bækken. | Citat |
|       | |       |

Tre af Emil Aarestrups digte blev tonesatte af Louis Hornbeck i komponistens opus 7, digtene ”Lokkerne”, ”Huldskab og Troskab”, ”Enthusiasme” og uden opus nummer ”Jeg vilde mig udride”.